# Буддийские праздники
Буддийские праздники связаны в первую очередь с событиями жизни Гаутамы Будды и в значительной степени едины для всех буддийских традиций. Из-за разницы в традиционных календарях у разных народов они могут приходиться на разные даты.
Для разных школ и традиций буддизма характерны также свои собственные праздники. Для традиций Махаяны — это праздники, связанные с событиями из жизни вероучителей соответствующей традиции. Для традиций Тхеравады это более подробное рассмотрение событий из жизни Будды (путешествие на небо для свидания с матерью, демонстрация чудес и т. д.).
Для установления дат празднования буддийских праздников используются, как правило, традиционные буддийские календари соответствующих буддийских традиций (в Сингапуре — китайский, в Бурятии и Калмыкии — тибетский и т. п.). Иногда используются два календаря: традиционный и григорианский (сообщество тибетских беженцев в Индии). В Японии для буддийских праздников, как правило, используется только григорианский календарь.
| Дата                                                       | Русское название      |            |        | Примечания |
| ---------------------------------------------------------- | --------------------- | ---------- | ------ | --- |
| Полнолуние последнего месяца лунного года                  | Лой Кратхонг          |            |        | В наполнившиеся водой реки и каналы запускаются сделанные из листьев тарелки со свечами и благовониями. Отплывая, они символизируют уход несчастий.                                                       |
| Майское новолуние                                          | День пахоты           |            |        | Расписанный золотом плуг тянут 2 быка, перед которыми 2 девушки в белом раскидывают рисовые зёрна. Этот праздник связан с первым опытом сострадания, испытанным Буддой.                                   |
| Полнолуние в середине 3 месяца (обычно февраль)            | Маха-пуджа, Маха-Буча | Magha Puja |        | Отмечается в Таиланде, Камбодже, Лаосе. В этот день, через 9 месяцев после просветления Будды, он дал учение 1250 неожиданно пришедшим к нему архатам, ранее приведенных им к архатству.                  |
| первое полнолуние 8 месяца                                 | Асалха, День дхаммы   |            |        | Первый день, когда Будда дал Учение. |
| 15-й день 4-го месяца                                      | Весак                 | Vesak Day  | 卫塞节 | Праздник в честь рождения, просветления и ухода в паринирвану(нирвану) Гаутамы Будды. |
| Полнолуние седьмого месяца (апрель)                        | День Абхидхаммы       |            |        | В Бирме в этот день отмечается восхождение Будды на небо Тушита. Он совершил его, чтобы преподать своей матери учение Абхидхаммы.                                                                         |
|                                                            |                       |            |        | |
| После полнолуния одиннадцатого месяца, может длиться месяц | Катхина               | Kathina    |        | Праздник Тхеравады в честь окончания трехмесячного затворничества (вассы). Миряне дарят монахам, выполнившим всё затворничество, новые монашеские одежды.                                                 |
| Весенний праздник                                          | Сонгкран              |            |        | Миряне наводят чистоту в домах и брызгают ароматной водой на монахов. Устраиваются лодочные гонки. |
| третья суббота ноября                                      | Праздник слонов       |            |        | Будда сравнивал обучение с общением учёного и дикого слона, подчёркивая важность присутствия рядом с новичком опытного монаха.                                                                            |
| полнолуние в августе                                       | Праздник зуба Будды   |            |        | Шри-ланкийский праздник, когда устраивается процессия в честь святыни Зуба Будды. |
| с первого по 15 день восьмого месяца                       | Уламбана              |            |        | День завершения поста сезона дождей: День предков, когда прошедшие ретрит монахи исполнены достоинств, и миряне приходят к ним с подарками, чтобы облегчить участь родственников и страдания мира претов. |
|                                                            |                       |            |        | |